# Stolen Car (pjesma Brucea Springsteena)
"Stolen Car" je pjesma Brucea Springsteena s albuma The River iz 1980. Verzija objavljena na albumu snimljena je u The Power Stationu u New Yorku u siječnju 1980.

## Teme
"Stolen Car", zajedno s nekoliko drugih pjesama s albuma The River uključujući naslovnu pjesmu i "Wreck on the Highway", označavaju novi smjer u Springsteenovu pisanju pjesama. Ove balade, obojene osjećajem beznađa, najavljuju njegov sljedeći album, Nebraska. Kao i "The River", "Stolen Car" se bavi propalim brakom. Protagonist ove pjesme vođen je svojom usamljenošću u krađu auta u nadi se da će ga uhvatiti, ali bojeći se da će nestati.
Pjesma koristi minimalnu glazbu, s mekim klavirom i sintesajzerom kojima ritam daju bubnjevi nalik na timpane. Springsteenov biograf Dave Marsh napisao je da pjesma iščezava "bez nijanse protivljenja. Ovdje nema ništa-samo traćenje života i čovjek dovoljno hrabar ili glup da ga gleda kako nestaje." Bruce Springsteen je naglasio kako je "Stolen Car" jedna od pjesama koja reflektira prijelaz u njegovu skladanju, povezujući The River i Nebrasku.
"Stolen Car" i druga pjesma s albuma The River, "Drive All Night", odigrale su ključnu ulogu u određenju atmosfere filma Cop Land iz 1997.
Kao pjesma sporog ritma, "Stolen Car" nije bila posebno zastupljena na Springsteenovim koncertima; do 2008. je izvedena samo 58 puta, od čega je najviše izvođena tijekom The River Toura.

## Alternativna verzija
Alternativna verzija pjesme objavljena je na albumu Tracks. Snimljena je u The Power Stationu u srpnju 1979., a trebala je biti objavljena na jednodijelnom albumu koji je trebao izaći iste godine i zvati se The Ties That Bind. Taj album kasnije je prerađen i proširen kako bi postao dvostruki album The River. U procesu snimanja albuma, originalna verzija "Stolen Car" je presnimljena te objavljena u verziji s albuma.
Verzija pjesme s albuma Tracks ima drugačiju, manje mučnu kompoziciju i nešto brži ritam nego verzija s The River. Glavna razlika su stihovi. Verzija s Tracks uključuje tri dodatna stiha u kojem se protagonist prisjeća sretnih dana svojeg braka te mu se vraća nada. Obnavlja svoje bračne zavjete, ali dok ljubi svoju ženu na kraju ceremonije, vraćaju se osjećaji beznađa i on nastavlja svoju očajnu vožnju ukradenih auta u nadi da će ga uhvatiti. Stihovi u ovoj verziji spominju i riječni krajolik korišten u nekim drugim pjesmama na albumu, uključujući naslovnu pjesmu i "Hungry Heart".

## Obrade
Patty Griffin je 2002. snimila obradu "Stolen Cars" za svoj album 1000 Kisses. Drugu obradu je snimio Elliott Murphy, kao i britanski sastav The Manhattan Love Suicides.

## Vanjske poveznice
- Stihovi "Stolen Car"  Arhivirana inačica izvorne stranice od 9. ožujka 2009. (Wayback Machine) na službenoj stranici Brucea Springsteena